# Slottet i Otranto
Slottet i Otranto (org. The Castle of Otranto) er en roman fra 1764 af Horace Walpole. Den bliver generelt betragtet som den første gotiske roman, som indledte en litterær genre, som blev meget populær i den sidste del af 1700-tallet og først i 1800-tallet. Således, blev Slottet i Otranto og Walpole forløberen til forfattere som Charles Robert Maturin, Ann Radcliffe, Bram Stoker, Edgar Allan Poe og Daphne du Maurier.